# Championnat de Belgique féminin de handball 2019-2020
Navigation
2018-2019 2020-2021
La saison 2019-2020 du Championnat de Belgique féminin de handball est la 48e saison de la plus haute division belge de handball. La première phase du championnat, la phase classique, est suivie de Play-offs et de Play-downs.
Après que les fédérations (URBH, LFH et VHV) aient décidé d'annuler tous les matches entre le 12 et le 31 mars 2020 à cause de la pandémie de Covid-19, ces fédérations ont décidé le 20 mars 2020 d'arrêter définitivement toutes les compétitions,.
Le 27 mars, il a été annoncé qu'à la suite de l'arrêt prématuré des compétitions, les fédérations ont décidé qu'il n'y aurait que des montées et aucune descente pour la saison prochaine.
Un format a été annoncé le 3 avril 2020. Outre la décision antérieure selon laquelle il n'y aurait que des montées et aucune descente, les principales décisions de cette réforme spnt qu'il n'y aura pas de champions, et que les premier et deuxième nationaux masculins et féminins passeront de 8 à 10 équipes.

## Participants
| Club                    | Classement 2018/19 | Localisation | Entraîneur | Salle                                     | Capacité |
| ----------------------- | ------------------ | ------------ | ---------- | ----------------------------------------- | -------- |
| HB Saint-Trond          | 2e                 | Saint-Trond  | ?          | Sporthal Jodenstraat                      | ?        |
| Initia HC Hasselt       | 1er                | Hasselt      | ?          | Sporthal Alverberg                        | 1 730    |
| Achilles Bocholt        | 3e                 | Bocholt      | ?          | Sportcomplex De Damburg                   | 1 539    |
| Fémina Visé Handball    | 4e                 | Visé         | ?          | Hall Omnisports de Visé                   | 600      |
| DHC Waasmunster         | 5e                 | Waasmunster  | ?          | Sporthal Hoogendonck                      | ?        |
| DHW Antwerpen           | 6e                 | Anvers       | ?          | Sportcomplex Sorghvliedt Sporthal De Bist | 950 ?    |
| HC Eynatten-Raeren      | 2e de D2           | Liège        | ?          | Sportzentrum                              | ?        |
| HV Uilenspiegel Wilrijk | 1er de D2          | Wilrijk      | ?          | ?                                         | ?        |

## Localisation
| \| Visé Bocholt Hasselt Anvers Waasmunster Saint-Trond Raeren Wilrijk \| Localisation des clubs engagés dans le championnat |
| Visé Bocholt Hasselt Anvers Waasmunster Saint-Trond Raeren Wilrijk                                                          |

| # | Province                        | Nombre | Équipe(s)                                             |
| - | ------------------------------- | ------ | ----------------------------------------------------- |
| 1 | Province de Limbourg            | 3      | Initia HC Hasselt, Achilles Bocholt et HB Saint-Trond |
| 2 | Province d'Anvers               | 2      | DHW Antwerpen et HV Uilenspiegel Wilrijk              |
| 2 | Province de Liège               | 2      | Fémina Visé et HC Eynatten-Raeren                     |
| 4 | Province de Flandre-Orientale   | 1      | DHC Waasmunster                                       |
| 5 | Province de Flandre-Occidentale | 0      | -                                                     |

## Compétition

### Saison régulière

#### Classement
|   | Équipe                    | Pts | J  | G  | N | P  | Bp  | Bc  | Diff | Dép   |
| - | ------------------------- | --- | -- | -- | - | -- | --- | --- | ---- | ----- |
| 1 | HB Saint-Trond F          | 26  | 14 | 13 | 0 | 1  | 526 | 319 | 207  | -     |
| 2 | Initia HC Hasselt         | 24  | 14 | 11 | 2 | 1  | 435 | 355 | 80   | -     |
| 3 | DHW Antwerpen             | 20  | 14 | 9  | 2 | 3  | 391 | 319 | 72   | -     |
| 4 | Fémina Visé Handball      | 13  | 14 | 6  | 1 | 7  | 381 | 387 | -6   | -     |
| 5 | Achilles Bocholt T        | 11  | 14 | 5  | 1 | 8  | 320 | 390 | -70  | -     |
| 6 | HV Uilenspiegel Wilrijk P | 6   | 14 | 3  | 0 | 11 | 319 | 419 | -100 | 4 pts |
| 7 | DHC Waasmunster           | 6   | 14 | 3  | 0 | 11 | 300 | 410 | -110 | 2 pts |
| 8 | HC Eynatten-Raeren        | 6   | 14 | 3  | 0 | 11 | 356 | 429 | -73  | 0 pt  |

|   | Qualification aux playoffs                  |
|   | Participation aux playdowns                 |
| T | Tenant du titre 2018-2019                   |
| F | Finaliste du 2018-2019                      |
| P | Promu de Division 2 2018-2019               |
| C | Vainqueur de la Coupe de Belgique 2019-2020 |

#### Matchs
| Résultats (dom.\ext.)                                      | St-T  | Boch  | Has   | Fem   | Waas  | Anv   | Raer  | Wilr  |
| HB Saint-Trond                                             |       | 43-20 | 29-33 | 42-26 | 44-24 | 34-22 | 36-18 | 38-18 |
| Achilles Bocholt                                           | 21-39 |       | 23-29 | 26-26 | 26-21 | 19-22 | 18-31 | 28-24 |
| Initia HC Hasselt                                          | 25-36 | 32-24 |       | 30-24 | 40-21 | 27-27 | 28-26 | 36-24 |
| Fémina Visé Handball                                       | 29-32 | 20-26 | 27-31 |       | 28-26 | 23-22 | 38-32 | 30-24 |
| DHC Waasmunster                                            | 17-42 | 21-19 | 23-28 | 18-21 |       | 12-26 | 24-26 | 23-25 |
| DHW Antwerpen                                              | 25-30 | 34-19 | 26-26 | 30-27 | 31-17 |       | 36-17 | 28-18 |
| HC Eynatten-Raeren                                         | 22-40 | 26-28 | 21-34 | 31-30 | 31-32 | 23-29 |       | 28-29 |
| HV Uilenspiegel Wilrijk                                    | 19-41 | 22-23 | 24-36 | 18-29 | 20-22 | 27-33 | 27-24 |       |
| - Victoire à domicile - Match nul - Victoire à l'extérieur |       |       |       |       |       |       |       |       |

### Play-offs

#### Classement
Les playoffs sont un mini-championnat opposant en matches aller-retour les quatre premières équipes de la saison régulière du championnat. Avant le début des playoffs les équipes reçoivent un bonus de points en fonction de leur classement en saison régulière : le premier reçoit quatre points, le deuxième reçoit trois points, le troisième deux points et le quatrième reçoit un point.